# KAI (wrestler)
Atsushi Sakai (Yokohama, 20 maggio 1983) è un wrestler giapponese, che lotta con lo pseudonimo di KAI.
Si esibisce da vari anni nella categoria dei pesi leggeri della AJPW, tra le più importanti federazioni del Giappone.
Allenato nel dojo della AJPW, ha debuttato in questa federazione il 22 febbraio 2007. In precedenza aveva avuto esperienze nel judo.

## Titoli e  riconoscimenti
- All Japan Pro Wrestling
  - AJPW World Junior Heavyweight (2)
  - AJPW Junior Heavyweight League (nel 2008 e nel 2011)
  - AJPW Junior Tag League (2011) con Kaz Hayashi
  - Real World Tag League (2011) con Seiya Sanada

- Wrestling Observer Newsletter
  - Debuttante dell'anno (nel 2008)